# Heinrich Julius Holtzmann
Heinrich Julius Holtzmann (Karlsruhe, 7 maggio 1832 – Baden-Baden, 4 agosto 1910) è stato un teologo tedesco.
Protestante, docente nell'Università di Heidelberg e poi in quella di Strasburgo, esegeta del Nuovo Testamento, tra le sue opere principali si ricordano il commentario sui sinottici (1889; terza edizione 1901), quello sui libri giovannei (1890; seconda edizione 1893) e sugli Atti degli Apostoli (1901), raccolti nella serie Handkommentar zum Neuen Testament.
Un suo contributo fondamentale alla soluzione del problema sinottico, fu la pubblicazione di Die synoptischen Evangelien, ihr Ursprung und geschichtlicher Charakter ("I vangeli sinottici: loro origine e carattere storico"; Lipsia, 1863), col quale diffuse il principio della priorità marciana, secondo il quale il Vangelo secondo Marco fu composto per primo, mentre il Vangelo secondo Matteo fu scritto a partire da Marco e da una collezione di detti (i logia di Papia), e il Vangelo secondo Luca fu l'ultimo ad essere composto, ispirandosi ai primi due sinottici. Si trattava di una versione modificata dell'ipotesi di Christian Hermann Weisse e diede vita alla teoria delle due fonti, la teoria correntemente preferita dagli studiosi.